# Ximena Rivas
Ximena Luisa Rivas Hanson (Santiago, 12 de agosto de 1963) es una actriz chilena, de teatro, cine y televisión.

## Biografía
Nació el 12 de agosto de 1963, en Santiago. Hija de Vilma Hanson Becerra. Es la menor de cuatro hermanos.
Cursó sus estudios secundarios en el Liceo 7 Luisa Saavedra de González en Providencia. Más tarde, ingresó a la carrera de actuación en la Escuela de Teatro de la Universidad de Chile. Egresó como actriz en 1984.
En 1999, comenzó un postgrado en dirección en la Pontificia Universidad Católica de Chile (PUC) y, en 2000, cursó cine en la Escuela Internacional de Cine y Televisión en Cuba.

## Carrera artística
Su carrera comenzó con una de las obras más importantes del teatro chileno La negra Ester (1988), donde interpretó varios papeles, en donde destacan los roles de Zulema, la prostituta de las piernas largas; Lily, hermana de Esther; y Violeta Parra (siendo su hermano Roberto Parra el compositor de Las Décimas de La Negra Ester) donde además interpretó la canción La Jardinera. Con esta obra y su participación en la compañía Gran Circo Teatro (1988-1994) dirigida por el gran maestro de teatro chileno Andrés Pérez Araya.
En 1995 fue convocada por el director de televisión Vicente Sabatini —quien la va a ver al Teatro de la Universidad Católica en la obra Tartufo de Molière, donde interpretaba a la divertida Dorina— y la integra al reparto de la comedia romántica Estúpido Cupido, de Televisión Nacional de Chile, donde encarnó a la empleada Felicita Bonita, compartiendo créditos con José Soza. 
Rivas se sumó la Época de Oro de las telenovelas de Televisión Nacional, colaborando con Sabatini y María Eugenia Rencoret entre 1995 y 2006.
En 1997 interpretó a Eva Félix en Tic Tac, dirigida por Rencoret. Su papel fue recibido por la audiencia con críticas muy favorables junto a Bastián Bodenhöfer, y recibió por la Asociación de Periodistas de Espectáculo, el Premio Apes a la mejor actriz protagónica de televisión. Debido a su popularidad, al año siguiente, protagonizó Borrón y cuenta nueva (1998) junto a Patricia Rivadeneira y Sigrid Alegría.

En 1999 obtuvo el papel protagonista de El chacotero sentimental, dirigida por Roberto Artiagoitia, una de las películas chilenas más vista de la historia del cine. En el mismo año, se encarnó de La Poncia en Aquelarre, con gran recepción, en la cual recibió el Premio Apes a la mejor actriz de soporte y obtuvo una nominación a la mejor actriz en el premio TV Grama. 

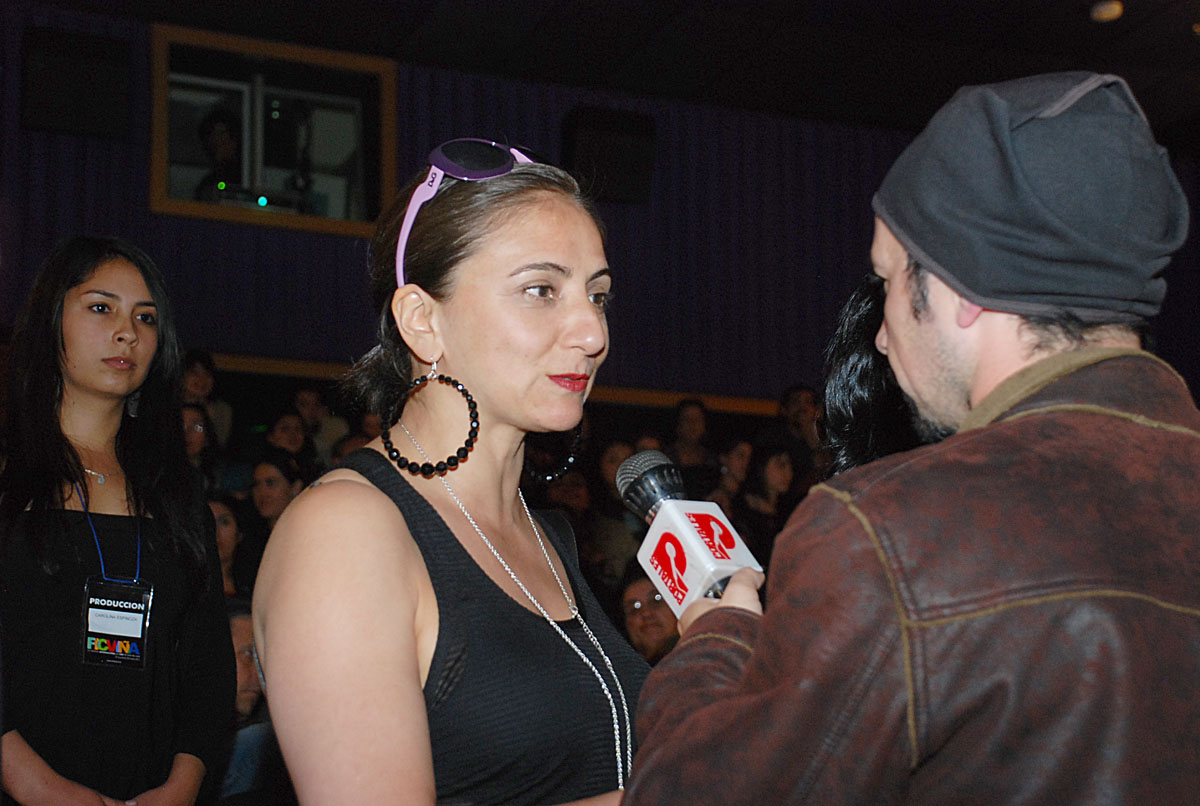
Ximena Rivas siendo entrevistada.

Desde entonces, se ha destacado en telenovelas como Pampa Ilusión, El Circo de las Montini, Puertas Adentro, Los Pincheira, Entre Medias, Papi Ricky, Témpano, Reserva de Familia, Dos por Uno, Perdona Nuestros Pecados y Amor a la Catalán.

## Filmografía
| Año  | Título                        | Papel            | Notas                |
| ---- | ----------------------------- | ---------------- | -------------------- |
| 1997 | Historias de fútbol           | Romina           | Andrés Wood          |
| 1998 | Aventureros del fin del mundo |                  | Miguel Littín        |
| 1999 | El duelo                      | Balvina          | Miguel Littín        |
| 1999 | La chica del crillón          | Mabel Cepeda     | Alberto Daiber       |
| 1999 | El chacotero sentimental      | Carmen           | Cristián Galaz       |
| 2002 | Paraíso B                     | Hermana de Leo   | Nicolás Acuña        |
| 2006 | Kiltro                        | Sara             | Ernesto Díaz         |
| 2009 | La Gabriela                   | Gabriela Mistral | Rodrigo Moreno       |
| 2012 | Bombal: Fuego en la niebla    | Marta Brunet     | Marcelo Ferrari      |
| 2013 | El árbol magnético            | Patricia         | Isabel de Ayguavives |
| 2016 | Neruda                        | Nana Gutiérrez   | Pablo Larraín        |
| 2022 | Green Grass                   | Rosa             | Ignacio Ruiz         |
| 2023 | Desconectados                 | Maestra          | Diego Rougier        |

## Televisión
| Año  | Título                   | Papel               | Notas                       |
| ---- | ------------------------ | ------------------- | --------------------------- |
| 1986 | La villa                 | Mabel               | Sin acreditar; ¿? episodios |
| 1988 | Las dos caras del amor   | Marcia              | Sin acreditar; ¿? episodios |
| 1995 | Estúpido cupido          | Felicia Manzano     |                             |
| 1996 | Sucupira                 | Susana Portela      |                             |
| 1997 | Eclipse de luna          | Magaly              | Sin acreditar; ¿? episodios |
| 1997 | Tic Tac                  | Eva Felix           | Papel principal             |
| 1998 | Borrón y cuenta nueva    | Ignacia Izquierdo   | Papel principal             |
| 1999 | Aquelarre                | Poncia González     | [ 11 ]                      |
| 2001 | Pampa Ilusión            | Julia Méndez        |                             |
| 2002 | El circo de las Montini  | Elena Lorenzo       | Papel principal             |
| 2003 | Puertas Adentro          | Rosa Bernales       |                             |
| 2004 | Los Pincheira            | Fatme Hassan        |                             |
| 2005 | Los Capo                 | Giustina Bandoni    |                             |
| 2006 | Entre Medias             | Mercedes Del Solar  | Antagonista                 |
| 2006 | Floribella               | Teresita Ramos      |                             |
| 2007 | Papi Ricky               | Trinidad San Martín |                             |
| 2009 | Cuenta Conmigo           | Teresa Alcántara    |                             |
| 2011 | Témpano                  | Isabel Grau         |                             |
| 2012 | Reserva de familia       | Jacqueline Ortega   |                             |
| 2013 | Dos por uno              | Silvia Villanueva   |                             |
| 2014 | Las Dos Carolinas        | Rebeca Ibarra       | Antagonista                 |
| 2015 | Matriarcas               | Letizia Nazer       |                             |
| 2017 | Perdona nuestros pecados | Guillermina Márquez |                             |
| 2018 | Amar a morir             | Gladys Letelier     |                             |
| 2019 | Amor a la Catalán        | Betsabé Mardones    |                             |
| 2023 | Dime con quién andas     | Norma Zepeda        |                             |
| 2024 | Juego de ilusiones       | Patricia Hurtado    | Antagonista                 |

| Año  | Título                          | Papel            | Ref.                         |
| ---- | ------------------------------- | ---------------- | ---------------------------- |
| 1998 | Mi abuelo, mi nana y yo         | Ornella Mutis    |                              |
| 2004 | La vida es una lotería          | Esposa de Germán | Episodio: Hogar paraíso      |
| 2004 | De Neftalí a Pablo              | Trinidad Candia  | Episodio: La infancia        |
| 2006 | Tiempo final                    | Raquel / Susana  | 2 episodios                  |
| 2010 | Adiós al séptimo de línea       | Elcira Carrasco  |                              |
| 2011 | Divino tesoro                   | Renata           | 3 episodio                   |
| 2014 | La canción de tu vida           | Teresa           | Episodio: Un año más         |
| 2016 | Bala loca                       | Luisa Arismendi  | Episodio. Valientes soldados |
| 2017 | 12 días que estremecieron Chile | Alicia Muñoz     | Episodio. Renuncia de Bielsa |
| 2017 | Neruda, la serie                | Nana Gutiérrez   |                              |

## Teatro
- La negra Ester, 1988
- Época 70: Allende
- Noche de Reyes
- Ricardo II
- Popol Vuh
- Todos saben quien fue
- La señorita Julia
- La condición humana, 2003
- Otelo, 2004
- Madre, 2005
- Roberto Zucco, 2006
- Ensayos sobre la basura
- El patio
- El perro como Hierba
- Chile Bi 200, 2009
- El hijo de la peluquera, 2010
- Amledi, el tonto, 2011
- Acassuso, 2013
- Edmond, 2014
- Radiotanda, 2015-2016-2017-2018 como Ana González
- Pobre Inés sentada ahí, 2016
- La Gaviota, 2017
- Astronautas, 2018
- Amanda Labarca, 2023 como Amanda Labarca

## Vídeos musicales
| Año  | Título       | Artista    | Dirección    |
| ---- | ------------ | ---------- | ------------ |
| 2015 | Días de Cama | Rey Puesto | Daniel Mosca |

## Publicidad
2005 - Tricot (Utiles Escolares).

## Premios y nominaciones
Premios APES
| Año  | Categoría                             | Producción    | Resultado |
| ---- | ------------------------------------- | ------------- | --------- |
| 1997 | Mejor actriz de televisión            | Tic Tac       | Ganadora  |
| 1999 | Mejor actriz de soporte de televisión | Aquelarre     | Ganadora  |
| 2001 | Mejor actriz de soporte de televisión | Pampa Ilusión | Nominada  |
| 2009 | Mejor actriz protagónica de telefilm  | La Gabriela   | Ganadora  |

Premios Caleuche
| Año  | Categoría                          | Producción                     | Resultado |
| ---- | ---------------------------------- | ------------------------------ | --------- |
| 2017 | Mejor actriz soporte de series     | 12 días: La renuncia de Bielsa | Ganadora  |
| 2020 | Mejor actriz soporte de teleseries | Amor a la Catalán              | Nominada  |

Premios Cordillera
| Año  | Categoría                              | Proyecto           | Resultado | Ref.   |
| ---- | -------------------------------------- | ------------------ | --------- | ------ |
| 2024 | Mejor actriz protagónica de televisión | Juego de ilusiones | Nominada  | [ 16 ] |

#### Premios TV Grama
- Nominación - Mejor actriz - Aquelarre (1999)

#### Otros premios
- Nominación -  Premio Fotech a la Mejor actriz secundaria - Perdona nuestros pecados (2017)
- Nominación - Premio Fotech al Mejor retorno - Perdona nuestros pecados (2017)
- Nominación - Premios Estrella - Amor a la Catalán (2019)
- Ganadora - Premio Marés a la Mejor actriz de soporte en comedia - Amor a la Catalán (2019)